# Chí tuyến Bắc

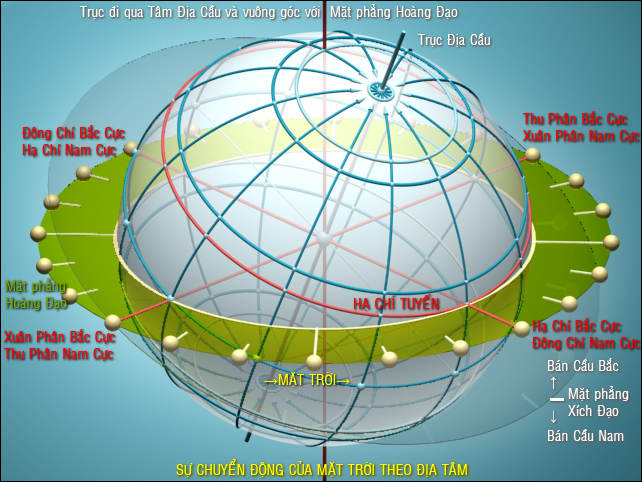
Chí Tuyến Bắc và tiết khí Hạ Chí, và một số các yếu tố của Hệ Toạ Độ Địa Lý.

Chí tuyến Bắc hay Bắc chí tuyến (còn được gọi là hạ chí tuyến, chí tuyến Cự Giải, hay nhiệt tuyến Bắc giải) là một trong năm vĩ tuyến chủ yếu để đánh dấu bản đồ Trái Đất. Đường tuyến này song song với đường xích đạo và nằm ở vĩ tuyến 23°26′09″ bắc.
Tên gọi chí tuyến Cự Giải hay nhiệt tuyến Bắc giải là theo cách gọi của người phương Tây do khi họ đặt tên cho nó thì Mặt Trời nằm trong chòm sao Cự Giải, tức Bắc Giải, vào thời điểm nó xuất hiện trực tiếp trên đỉnh đầu tại vĩ tuyến này vào thời điểm diễn ra hạ chí ở Bắc bán cầu. Tuy nhiên, do hiện tượng tuế sai, hiện nay khi diễn ra hạ chí ở Bắc bán cầu thì Mặt Trời lại nằm trong chòm sao Song Tử.
Nó là vĩ độ cao nhất về phía bắc mà tại đó Mặt Trời có thể xuất hiện trực tiếp ngay trên đỉnh đầu của người quan sát. Nằm về phía bắc của chí tuyến Bắc là vùng ôn đới Bắc bán cầu. Chí tuyến Nam nằm ở vĩ tuyến đối xứng ở phía nam qua đường xích đạo. Nằm về phía nam của đường chí tuyến Nam là vùng ôn đới Nam bán cầu. Các khu vực nằm giữa phía nam của chí tuyến Bắc và phía bắc của chí tuyến Nam được gọi là khu vực nhiệt đới.
Tên gọi chí tuyến Bắc xuất phát từ vị trí ở Bắc bán cầu Trái Đất của chí tuyến này, cũng là để phân biệt với chí tuyến Nam, nằm ở Nam bán cầu.
Theo các quy tắc của Fédération Aéronautique Internationale, để được công nhận là bay vòng quanh Trái Đất thì độ dài của quãng đường bay phải không nhỏ hơn độ dài của đường chí tuyến Bắc (36.787,559 km), cũng như phải vượt qua tất cả các đường kinh tuyến và điểm kết thúc chuyến bay là tại cùng một sân bay mà nó bắt đầu cất cánh từ đó.